# 筒井組
筒井組，位於東北地方的岩手縣北上市本部的設置，日本的黑社會指定暴力團之一・六代目山口組的三次團體。所屬的上部團體為名神會，勢力範圍遍及1都5縣〔東京都、岩手縣盛岡市、水澤市、花巻市、秋田縣秋田市、青森縣八戶市、宮城縣仙台市〕，家系成員150人，為名神會旗下最大勢力團體。
筒井組長在30年代初期，與名神會會長石川尚進行盃盟儀式，進而昇格為名神會的直參。之後，被提拔為本部長補佐。

## 最高幹部
- 組長・筒井將廣（名神會本部長補佐）